# Elmira Akhoundova (personnalité politique)
Elmira Akhoundova est écrivaine du peuple de la république d'Azerbaïdjan, publiciste, traductrice, membre de l'Union des écrivains d'Azerbaïdjan, membre des législatures de l'Assemblée nationale d'Azerbaïdjan, ambassadrice extraordinaire et plénipotentiaire de la république d'Azerbaïdjan en Ukraine.

## Biographie
Elmira Akhoundova est née le 26 mai 1953 à Moscou. Elle est diplômée de la faculté de philologie de l'Université d'État de Bakou. Elle parle français et russe.

### Carrière
Elle est membre de la Commission de politique sociale de l'Assemblée nationale. Akhoundova est présidente du groupe de travail sur les relations interparlementaires Azerbaïdjan-Luxembourg et membre des groupes de travail sur les relations avec les parlements du Koweït, de la Hongrie, de la Russie et de l'Ukraine. Elle est membre de la délégation azerbaïdjanaise à l'Assemblée interparlementaire de la CEI.
Le 23 mai 2023, sur ordre du président Ilham Aliyev, l'ambassadrice extraordinaire et plénipotentiaire de la république d'Azerbaïdjan en Ukraine a été rappelée.

### Famille
Elmira Akhoundova est mariée et a deux enfants.

## Prix
- Ordre de la Gloire
- Écrivain populaire de la République d'Azerbaïdjan[4]
- Ordre pour le service à la Patrie